# Người Viking
Người Viking là tên gọi dùng để chỉ những nhà thám hiểm, thương nhân, chiến binh, hải tặc đến từ bán đảo Scandinavia (lãnh thổ các nước Đan Mạch, Na Uy, Thuỵ Điển, từ cuối thế kỷ 8 đến cuối thế kỷ 11 đã đột kích, cướp biển, buôn bán và định cư khắp các vùng của Châu Âu. Iceland và Phần Lan của khu vực Bắc Âu ngày nay) vào thời đại đồ đá muộn. Họ cũng đã đi xa tới Địa Trung Hải, Bắc Phi, Trung Đông và Greenland. Ở quốc gia xuất xứ của họ và một số quốc gia mà họ đột kích và định cư, thời kỳ này được biết đến phổ biến là Thời đại Viking, và thuật ngữ "Viking" cũng thường bao gồm toàn bộ cư dân của quê hương Scandinavi. Người Viking có ảnh hưởng sâu sắc đến Scandinavia ,Quần đảo Anh, Pháp, Estonia, và Kievan Rus'. ở đầu Trung Cổ.

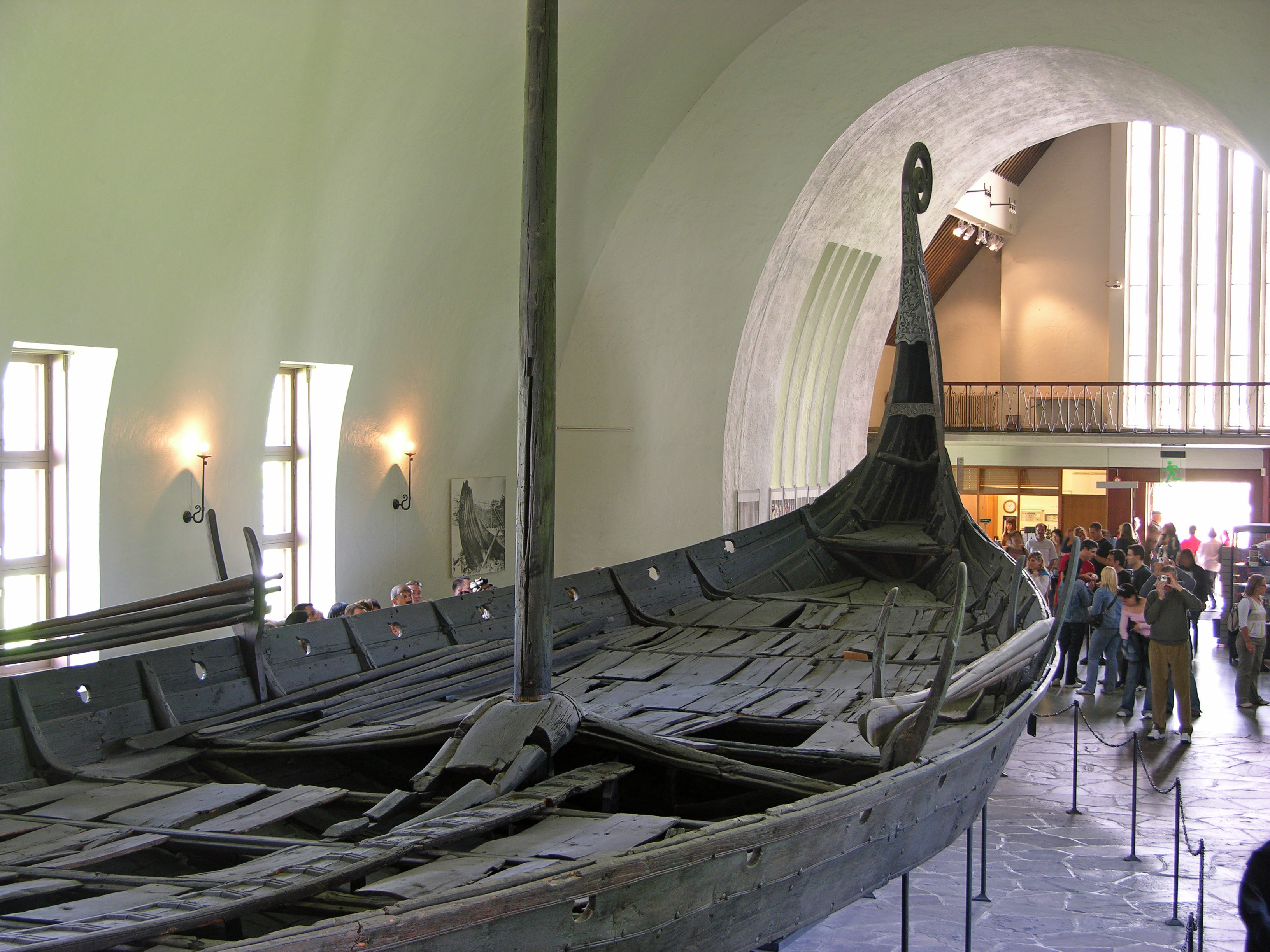
Một chiếc thuyền của người Viking tại bảo tàng Oslo, Na Uy

Người ta thường nhắc tới người Viking như các chiến binh lưu động trên thuyền hoặc những kẻ cướp biển, nhưng họ cũng là các nông dân và các nhà buôn giỏi. Những tay cướp biển người Viking giương buồm đi khắp châu Âu và bắc Đại Tây Dương trên những chiếc thuyền dài, đánh phá cướp bóc và xâm chiếm phần lớn các vùng đất trù phú tại châu Âu, rồi định cư tại những vùng đất chiếm được. Thời đại Viking bắt đầu khoảng cuối thế kỷ 8 và kéo dài đến giữa thế kỷ 11.

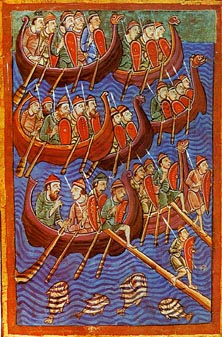
Thủy thủ Đan Mạch, tranh vẽ giữa thế kỷ XII

Một trong những cuộc thám hiểm quân sự đầu tiên của người Viking, được ghi lại trong sử sách của người Anglo-Saxon, là cuộc đánh chiếm đảo Portland, gần hạt Dorset của Anh, vào năm 787. Tháng 6 năm 793, người Saxon lại ghi nhận cuộc tấn công các tu viện trên đảo Lindisfarne (còn gọi là Holy Island) ở phía đông nước Anh. Trong 200 năm tiếp theo, lịch sử châu Âu đã tràn ngập những ghi chép về hải tặc Viking và các cuộc cướp phá của họ.
Người Viking đã xâm chiếm và thiết lập thuộc địa tại nhiều vùng đất. Họ đã từng xâm lăng vương quốc của người Anglo-Saxon và chiếm đóng phần lớn miền tây và bắc của Anh và toàn bộ Ireland, để lại nhiều ảnh hưởng tại các vùng duyên hải của Ireland và Scotland. Họ cũng đã xâm chiếm các vương quốc trên bán đảo Iberia, Pháp, vùng Baltic và Nga. Đồng thời, người Viking đã khai phá các quần đảo hoang ở biển Bắc như Greenland, Iceland hay Quần đảo Faroe.
Các công trình nghiên cứu khảo cổ còn cho thấy người Viking tới châu Mỹ trước nhà thám hiểm Christopher Columbus khoảng 500 năm và đã lập nhiều làng mạc tự trị nhỏ dọc theo bờ biển bắc Đại Tây Dương (một di tích của họ còn được bảo tồn tại L'Anse aux Meadows, thuộc tỉnh bang Newfoundland và Labrador của Canada)

## Tóm lược các sự kiện chính

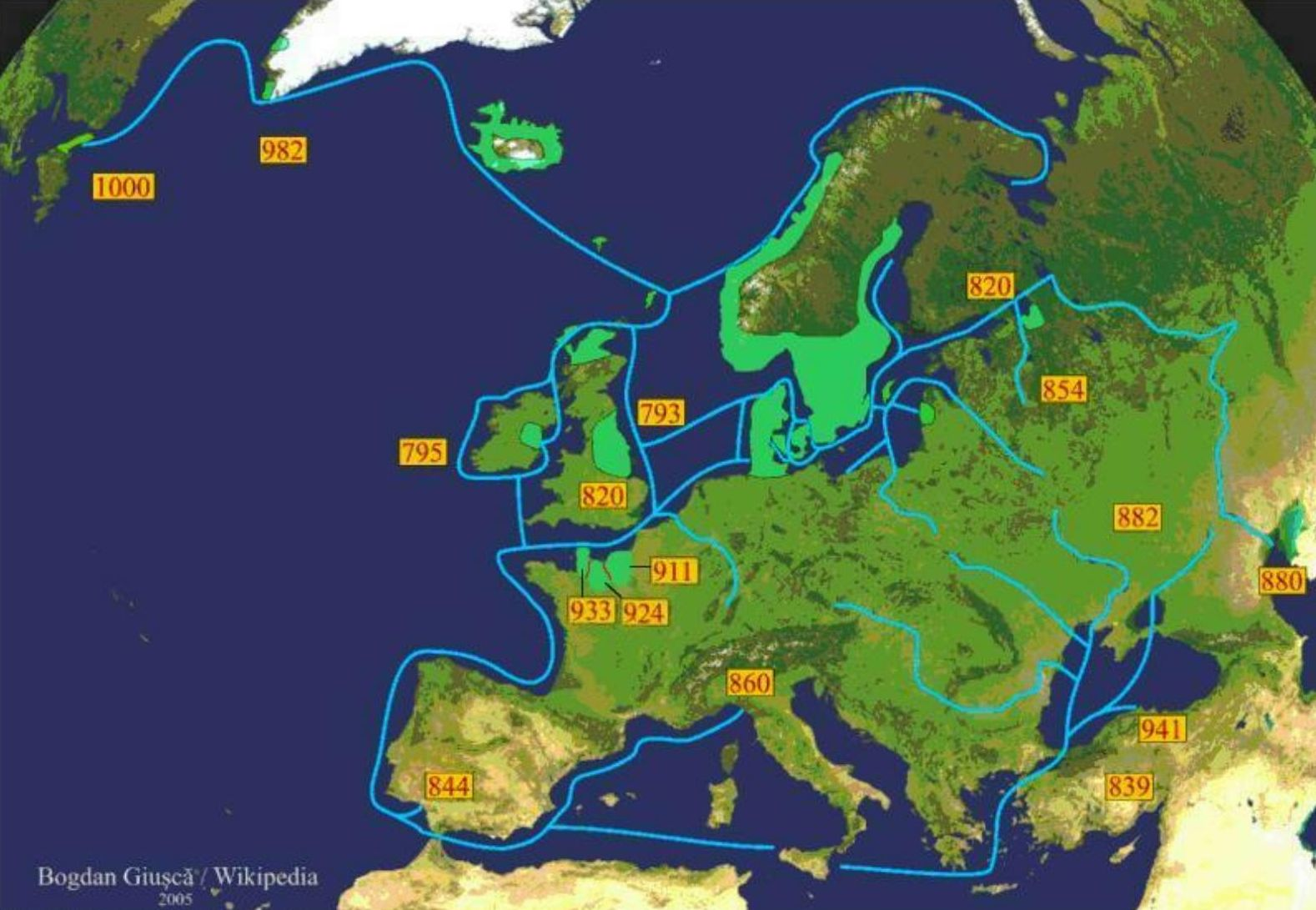
Các chuyến đi của người Viking